# Конецполь-Магдаш
Конецполь-Магдаш (пол. Koniecpol Magdasz) — остановочный пункт в городе Конецполь, в Силезском воеводстве Польши. Имеет 2 платформы и 2 пути.
Остановочный пункт на линии Кельце — Фосовске, построен в 1989 году.